# غودليس
غودليس (بالإنجليزية: Godless) هو مسلسل دراما أمريكي محدود من تأليف وإخراج سكوت فرانك لصالح نتفليكس. المسلسل مكون من سبع حلقات بُدئ إنتاجه في شهر سبتمبر 2016 في سانتا فيه، نيومكسيكو. وعرض على نتفليكس عالمياً في 22 نوفمبر 2017.
في المسلسل يقوم الخارج عن القانون فرانك غريفين وعصابته بترويع «الغرب الأمريكي» بحثاً عن شريكهم روي غودي الذي خانهم وسرق منهم أحد الغنائم. يختبئ غودي في مزرعة أرملة بالقرب من بلدة أغلب سكانها من النساء.

## طاقم التمثيل
- جاك أوكونيل بدور روي غودي
- ميشيل دوكري بدور آليس فليتشر
- جيف دانييلز بدور فرانك غريفين
- سكوت مكنيري بدور بيل ماكنو
- مريت ويفر بدور ماري أنغس ماكنو
- توماس سانجستر بدور وايتي وين
- كيم كوتس بدور إد لوغان
- سام واترستون بدور المارشال جون كوك
- تانتو كاردينال بدو أيوفي

## الحلقات
| التسلسل | عنوان الحلقة                       | إخراج      | كتابة      | تاريخ العرض    |
| --- | ---------------------------------- | ---------- | ---------- | -------------- |
| 1 | «حادثة في كريد»                    | سكوت فرانك | سكوت فرانك | 22 نوفمبر 2017 |
| عندما يظهر مجرم مصاب على عتبة مزرعتها، ترى الأرملة العنيدة أن حياتها... وحياة كل المقرّبين منها لن تعود إلى سابق عهدها أبدًا.           |                                    |            |            |                |
| 2 | «سيدات لا بيل»                     | سكوت فرانك | سكوت فرانك | 22 نوفمبر 2017 |
| تصارع بلدة "لا بيل" عرضًا لا يقبل المساومة، ويسلك "بيل" طريقًا خطيرًا لإثبات جدارته، بينما يشارك "فرانك" حكاية مع مجموعة قيد الأسر.      |                                    |            |            |                |
| 3 | «حكمة الجواد»                      | سكوت فرانك | سكوت فرانك | 22 نوفمبر 2017 |
| يتنبّأ "بيل" بموقف "روي" المحتوم، بينما يتعلّم "تراكي" ركوب الخيل على مضض، ويجرّب "وايتي" عزف الموسيقى، في حين ينشر "جون" الأنباء.       |                                    |            |            |                |
| 4 | «آباء وأبناء»                      | سكوت فرانك | سكوت فرانك | 22 نوفمبر 2017 |
| يتلقى "بيل" أخبارًا مزعجة، ويواجه "فرانك" خطرًا من نوع مختلف، بينما يصبح جزء من ماضي "آليس" الغامض موضع اهتمام.                         |                                    |            |            |                |
| 5 | «أطلق النار على أفعى فأطاح برأسها» | سكوت فرانك | سكوت فرانك | 22 نوفمبر 2017 |
| يلتمس "بيل" مساعدة الجيش مدفوعًا بلهفته لتعقّب "فرانك" وجماعته، وتحقق "آليس" و"روي" نجاحًا بينما يشارك "وايتي" سرًا مع "ماري آغنيس".      |                                    |            |            |                |
| 6 | «عزيزي روي...»                     | سكوت فرانك | سكوت فرانك | 22 نوفمبر 2017 |
| تساعد "ماري آغنيس" "مارثا" المتحررة للهرب من ماضيها، ويتأكد "غريغ" من إبقاء "فرانك" مطلعًا على الأخبار ويصارع "روي" مشاعره نحو "آليس". |                                    |            |            |                |
| 7 | «العودة إلى الديار»                | سكوت فرانك | سكوت فرانك | 22 نوفمبر 2017 |
| بينما يستعد سكان بلدة "لا بيل" لهجوم "فرانك"، يلتمس "وايتي" مساعدة حليف غير متوقع، بينما يصل "روي" و"فرانك" إلى تفاهم.                |                                    |            |            |                |

## روابط إضافية
- الموقع الرسمي
- غودليس على موقع IMDb (الإنجليزية)
- غودليس على موقع ميتاكريتيك (الإنجليزية)
- غودليس على موقع روتن توميتوز (الإنجليزية)
- غودليس على موقع نتفليكس (الإنجليزية)
- غودليس على موقع فيلمافينيتي (الإسبانية)
- غودليس على موقع ليتربوكسد (الإنجليزية)
- غودليس على موقع كينوبويسك (الروسية)
- غودليس على موقع ألو سيني (الفرنسية)
- غودليس على موقع قاعدة بيانات الفيلم (الإنجليزية)